# Sozialbericht
Der Sozialbericht in Deutschland ist ein Bericht der Bundesregierung über die in Deutschland in einem bestimmten Zeitraum erbrachten Sozialleistungen und ihre Finanzierung. Er erscheint regelmäßig zum Ende einer Legislaturperiode oder bei besonderen Anlässen.
Mit dem Sozialbericht dokumentiert die Bundesregierung die sozialstaatlichen Leistungen sowie entsprechende Reformen der jeweiligen Legislaturperiode in diesem Bereich. Der Bericht gibt einerseits einen Überblick über Maßnahmen und Vorhaben der Gesellschafts- und Sozialpolitik und enthält andererseits das Sozialbudget, mit dem die Bundesregierung in regelmäßigen Abständen über Umfang, Struktur und Entwicklung von Einnahmen und Ausgaben der einzelnen Zweige der sozialen Sicherung in der Bundesrepublik Deutschland informiert. Dabei wird die ansonsten übliche jährliche tabellarische Berichterstattung des Sozialbudgets durch eine ausführliche Beschreibung der einzelnen Sicherungssysteme und eine mittelfristige Prognose der Entwicklung der Sozialleistungen ergänzt.
Die Sozialberichterstattung wurde 1969 mit der Vorlage des ersten Sozialbudgets begonnen. 1970 wurde das Sozialbudget erstmals um einen Berichtsteil ergänzt und in Sozialbericht umbenannt. Da unter diesem Namen bis dahin jährlich über die Finanzen der Rentenversicherung berichtet worden war, wurde der bisherige Sozialbericht in Rentenanpassungsbericht umbenannt (heute Rentenversicherungsbericht).
Von 1970 bis 1976 erschien der Sozialbericht jährlich, von 1976 bis 1990 alle zwei Jahre. Seit den 1990er Jahren wird der Sozialbericht grundsätzlich zum Ende einer Legislaturperiode veröffentlicht, in den Jahren 1993 (Überleitung der sozialen Sicherungssysteme auf die neuen Bundesländer) und 2005 (Verkürzung der 15. Legislaturperiode) erschien der Bericht ein Jahr früher. Weitere Ausgaben erschienen am 20. Juli 2009, am 4. Juli 2013, im Juli 2017 und im August 2021.